# 意大利红肠

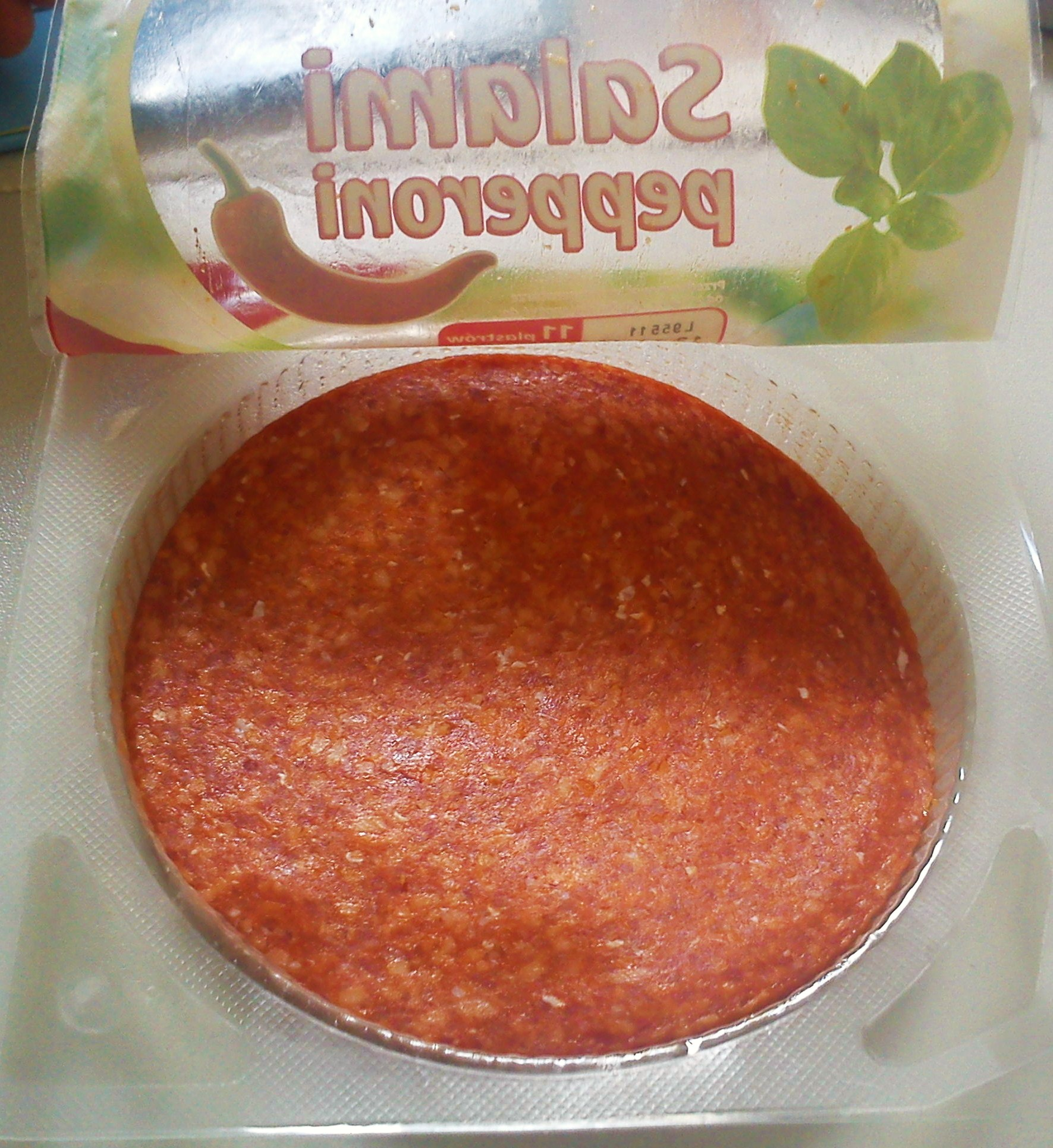
包裝的意大利红肠

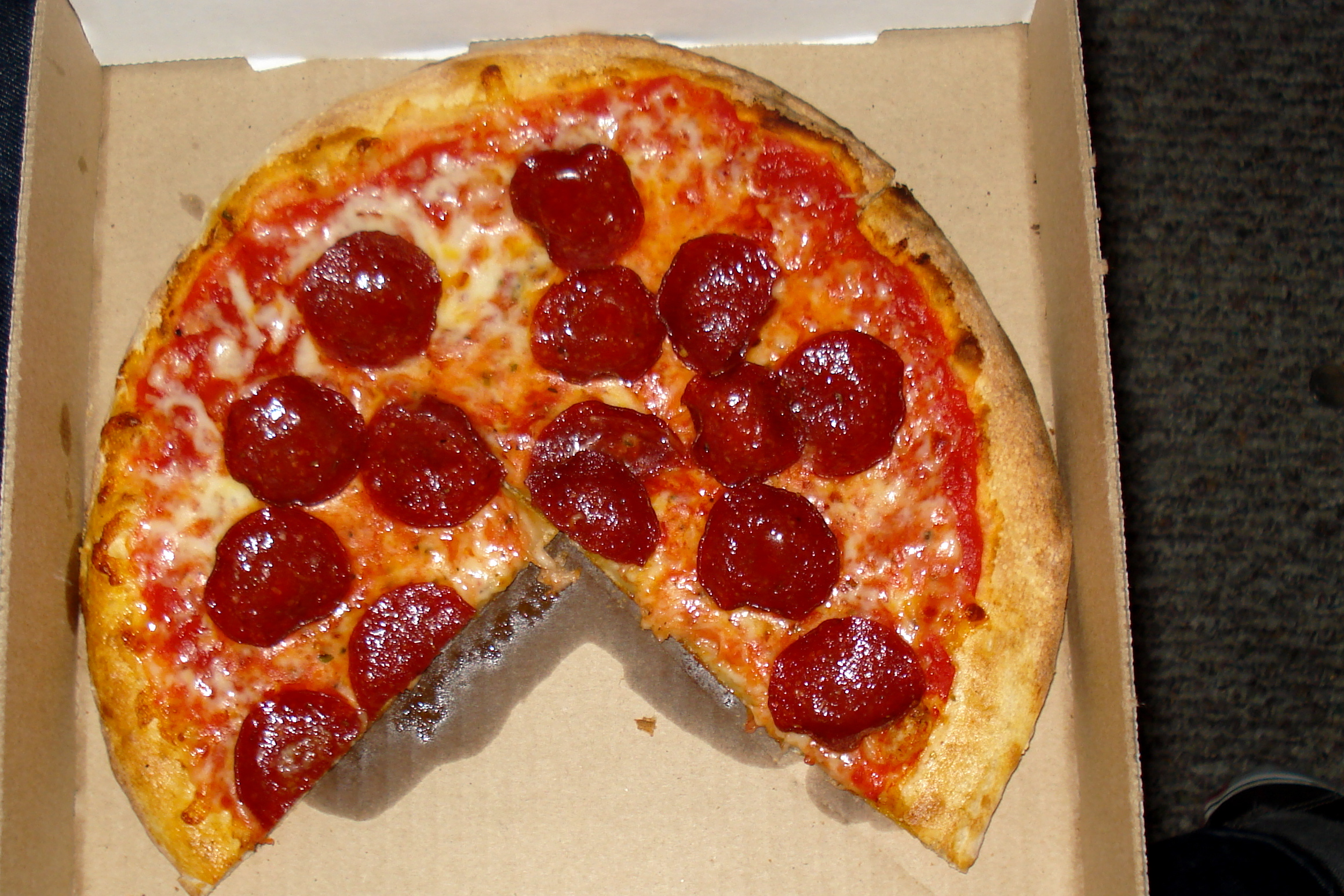
意大利红肠披薩

意大利红肠（Pepperoni）是靈感源自義大利，實際由美國人發明的一種香腸，為莎樂美腸的變體，由用辣椒粉或其他辣椒粉調味的豬肉和牛肉的醃製混合物製成。意大利红肠的特點是柔軟，略帶煙熏味，並呈鮮紅色。切成薄片的意大利红肠披薩是美國披薩店中最受歡迎的披薩。